# Austrotachardiella cydoniae
Austrotachardiella cydoniae är en insektsart som först beskrevs av Hempel 1900.  Austrotachardiella cydoniae ingår i släktet Austrotachardiella och familjen Kerriidae. Inga underarter finns listade i Catalogue of Life.